# Plan Río Azul
Plan Río Azul är en ort i Mexiko.   Den ligger i kommunen Las Margaritas och delstaten Chiapas, i den sydöstra delen av landet, 900 km öster om huvudstaden Mexico City. Plan Río Azul ligger 372 meter över havet och antalet invånare är 348.
Terrängen runt Plan Río Azul är kuperad åt nordost, men åt sydväst är den bergig. Plan Río Azul ligger nere i en dal. Runt Plan Río Azul är det ganska tätbefolkat, med 67 invånare per kvadratkilometer. Närmaste större samhälle är Santo Domingo de las Palmas, 6,2 km norr om Plan Río Azul. I omgivningarna runt Plan Río Azul växer i huvudsak städsegrön lövskog.